# Idaea celativestis
Idaea celativestis är en fjärilsart som beskrevs av Louis Beethoven Prout 1931. Idaea celativestis ingår i släktet Idaea och familjen mätare. Inga underarter finns listade i Catalogue of Life.